# U23-Europameisterschaften im Rudern 2020
Die U23-Europameisterschaften im Rudern 2020 fanden am 5. und 6. September 2020 in Deutschland in Duisburg statt. Die Wettbewerbe wurden auf der Regattabahn Duisburg ausgetragen.
Bei den Meisterschaften wurden 22 Wettbewerbe ausgetragen, davon jeweils elf für Männer und Frauen.
Teilnahmeberechtigt war jeweils eine Mannschaft je Wettbewerbsklasse aus den 46 europäischen Mitgliedsverbänden des Weltruderverbandes (FISA). Eine Qualifikationsregatta existierte nicht.
Aufgrund der COVID-19-Pandemie wurden alle internationalen Wettkämpfe im Frühjahr und Sommer 2020 abgesagt. Dadurch war die U23-Europameisterschaft die erste internationale Regatta, die im Jahr 2020 durchgeführt wurde. Nach der Absage der U23-Weltmeisterschaften im Rudern war die U23-Europameisterschaft für die europäischen Sportler im U23 Bereich der Saisonhöhepunkt. Dies führte dazu, dass bis auf Großbritannien, die den Titelkämpfen fern blieben, viele Nationen mehr Bootsklassen besetzten als in den vergangenen Jahren und es ein Rekordmeldeergebnis gab. Der Deutsche Ruderverband besetzte alle Bootsklassen und schickte seine besten Sportlerinnen und Sportler, anstatt wie in den vergangenen Jahren nur mit der 2. Garde anzutreten.

## Ergebnisse
Hier sind die Medaillengewinner aus den A-Finals aufgelistet. Diese waren mit sechs Booten besetzt, die sich über Vor- und Hoffnungsläufe sowie Viertel- und Halbfinals für das Finale qualifizieren mussten. Die Streckenlänge betrug in allen Läufen 2000 Meter.

### Männer
| Bootsklasse                                   | Gold | Gold    | Silber | Silber  | Bronze | Bronze  |
| --------------------------------------------- | --- | ------- | --- | ------- | --- | ------- |
| Einer (BM1x)                                  | Italien Nicolò Carucci | 7:00,04 | Deutschland Moritz Wolff | 7:00,89 | Rumänien Mihai Chiruta | 7:01,81 |
| Leichtgewichts-Einer (BLM1x)                  | Italien Niels Torre | 7:00,07 | Tschechien Jan Cincibuch | 7:03,02 | Griechenland Antonios Papakonstantinou | 7:08,19 |
| Doppelzweier (BM2x)                           | Irland Daire Lynch Ronan Byrne | 6:23,56 | Belarus Yahor Shliupski Ivan Brynza | 6:27,49 | Spanien Ivan Rico Castro Aleix Garcia Pujolar | 6:29,17 |
| Leichtgewichts-Doppelzweier (BLM2x)           | Belgien Tibo Vyvey Marlon Colpaert | 6:26,86 | Deutschland Nikita Mohr Melvin Müller-Ruchholtz | 6:30,92 | Frankreich Paul Tixier Ferdinand Ludwig | 6:31,38 |
| Doppelvierer (BM4x)                           | Tschechien Vaclav Baldrian Marek Diblik Tomas Sisma Filip Zima                                                                                        | 6:01,14 | Italien Riccardo Mattana Gustavo Ferrio Lorenzo Gaione Emanuele Giarri | 6:02,06 | Deutschland Paul Berghoff Franz Werner Aaron Erfanian Anton Finger                                                                                | 6:02,49 |
| Leichtgewichts-Doppelvierer (BLM4x)           | Frankreich Pierrick Verger Baptiste Savaete Corentin Amet Florian Ludwig                                                                              | 6:04,97 | Italien Alessandro Benzoni Patrick Rocek Giulio Acernese Alberto Zamariola | 6:06,70 | Deutschland Finn Wolter Johannes Thein Fabio Kress Joscha Holl                                                                                    | 6:07,07 |
| Zweier ohne Steuermann (BM2-)                 | Rumänien Dumitru-Alexandru Ciobîcă Florin-Sorin Lehaci                                                                                                | 6:31,59 | Kroatien Patrik Loncaric Anton Loncaric | 6:33,38 | Slowenien Jaka Cas Nik Krebs | 6:38,16 |
| Leichtgewichts-Zweier ohne Steuermann (BLM2-) | Italien Simone Mantegazza Simone Fasoli | 6:52,19 | Portugal Tomas Barreto Simao Simoes | 6:57,51 | Deutschland Marcel Gallien Mirko Rahn | 6:59,32 |
| Vierer ohne Steuermann (BM4-)                 | Rumänien Florin Arteni Mugurel Semciuc Ștefan Berariu Cosmin Pascari                                                                                  | 5:56,64 | Italien Volodymyr Kuflyk Edoardo Lanzavecchia Alessandro Bonamoneta Nunzio di Colandrea                                                                                       | 6:00,10 | Griechenland Leonidas Palaiopanos Ioannis Kalandaridis Zisis Boukouvalas Athanasios Palaiopanos                                                   | 6:00,96 |
| Vierer mit Steuermann (BM4+)                  | Deutschland Paul Dohrmann Robin Goeritz Henning Köncke Julius Christ Till Martini (Stm.)                                                              | 6:10,47 | Italien Matteo Della Valle Aniello Sabbatino Jacopo Frigerio Davide Comini Filippo Wiesenfeld (Stm.)                                                                          | 6:12,35 | Irland Alex Byrne Ross Corrigan Jack Dorney John Kearney Leah O’Regan (Stf.)                                                                      | 6:12,99 |
| Achter (BM8+)                                 | Deutschland Mark Hinrichs Benjamin Leibelt Benedict Eggeling Floyd Benedikter Ole Kruse Mattes Schönherr Julian Garth Jasper Angl Florian Koch (Stm.) | 5:44,40 | Rumänien Gheorghe Morar Constantin-Cristi Hîrgău George Cătruna Nicu-Iulian Chelaru Bogdan-Sabin Băițoc Marian Cireaşă Florin Arteni Ciprian Huc Petre-Florin Enăşescu (Stm.) | 5:47,62 | Italien Edoardo Benini Luca Armani Marco Felici Andrea Carando Davide Verita Antonio Cascone Paolo Covini Giovanni Codato Emanuele Capponi (Stm.) | 5:48,60 |

### Frauen
| Bootsklasse                                   | Gold | Gold    | Silber | Silber  | Bronze | Bronze  |
| --------------------------------------------- | --- | ------- | --- | ------- | --- | ------- |
| Einer (BW1x)                                  | Griechenland Anneta Kyridou | 7:39,60 | Deutschland Alexandra Föster | 7:41,93 | Russland Anastasiia Liubich | 7:50,04 |
| Leichtgewichts-Einer (BLW1x)                  | Griechenland Evangelia Anastasiadou | 7:49,51 | Niederlande Femke van de Vliet | 7:51,90 | Italien Greta Martinelli | 7:54,08 |
| Doppelzweier (BW2x)                           | Rumänien Nicoleta-Ancuța Bodnar Simona Geanina Radiș | 7:08,47 | Italien Clara Guerra Alessandra Montesano | 7:17,31 | Deutschland Lisa Gutfleisch Marie-Sophie Zeidler | 7:22,75 |
| Leichtgewichts-Doppelzweier (BLW2x)           | Italien Giulia Mignemi Silvia Crosio | 6:58,68 | Irland Aoife Casey Margaret Cremen | 7:04,49 | Deutschland Luise Asmussen Cosima Clotten | 7:11,27 |
| Doppelvierer (BW4x)                           | Deutschland Lena Osterkamp Maren Völz Tabea Kuhnert Sophie Leupold                                                                                        | 6:39,21 | Niederlande Nika Vos Lisa Bruijnincx Jacobien van Westreenen Femke Paulis | 6:41,58 | Rumänien Larisa Elena Roşu Cristina Drugă Andrea-Ioana Budeanu Georgiana-Simona Tătaru                                                                             | 6:43,65 |
| Leichtgewichts-Doppelvierer (BLW4x)           | Italien Sara Borghi Bianca Saffirio Ilaria Corazza Arianna Passini                                                                                        | 6:42,68 | Deutschland Cecilia Sommerfeld Pia Leonie Otto Natalie Weber Antonia Würich | 6:45,07 | Frankreich Fanny Puybaraud Ines Boccanfuso Loanne Guivarch Aurelie Morizot                                                                                         | 6:49,99 |
| Zweier ohne Steuerfrau (BW2-)                 | Rumänien Adriana Ailincăi Alina-Maria Baleţchi | 7:08,80 | Griechenland Maria Kyridou Christina Bourmpou | 7:10,41 | Irland Tara Hanlon Emily Hegarty | 7:15,92 |
| Leichtgewichts-Zweier ohne Steuerfrau (BLW2-) | Irland Cliodhna Nolan Lydia Heaphy | 7:30,83 | Deutschland Luisa Simon Antonia Michaels | 7:35,90 | Italien Sofia Tanghetti Isabella Mondini | 7:41,33 |
| Vierer ohne Steuerfrau (BW4-)                 | Rumänien Andreea Popa Maria Tivodariu Maria-Magdalena Rusu Dumitriţa Juncănariu                                                                           | 6:41,44 | Italien Khadija Alajdi El Idrissi Benedetta Faravelli Veronica Bumbaca Giorgia Pelacchi | 6:44,31 | Niederlande Lisa Goossens Iris Klok Susanna Temming Eve Stewart | 6:46,08 |
| Vierer mit Steuerfrau (BW4+)                  | Frankreich Maya Cornut Adele Brosse Pauline Rossignol Emma Cornelis Elsa Taboulet (Stf.)                                                                  | 6:56,75 | Rumänien Damaris Lebăda Alexandra Roxana Ungureanu Laura Pal Vasilica-Alexandra Rusu Victoria-Ștefania Petreanu (Stf.)                                                                                    | 7:02,41 | Deutschland Paula Rossen Marie Markhoff Anna Kracklauer Chiara Kracklauer Annalena Fisch (Stf.)                                                                    | 7:05,79 |
| Achter (BW8+)                                 | Deutschland Sarjana Klamp Clara Oberdorfer Annika Weber Lisa Holbrook Annabelle Bachmann Lea Dahn Katarina Tkachenko Katja Fuhrmann Neele Erdtmann (Stf.) | 6:27,36 | Rumänien Lorena Constantin Ioana-Mădălina Moroşan Mădălina-Gabriela Caşu Iuliana Timoc Ioana-Irina Acsinte Roxana-Iuliana Anghel Amalia Bucu Raluca-Georgiana Dinulescu Victoria-Ștefania Petreanu (Stf.) | 6:28,59 | Russland Anna Kovtun Elena Zakhvatova Sofiia Budanova Anastasiia Bazhenova Marina Rubtsova Daria Kukushkina Jelena Daniljuk Elena Shapurova Alla Neustroeva (Stf.) | 6:30,96 |

## Medaillenspiegel
| Platz | Land         | Gold | Silber | Bronze | Gesamt |
| ----- | ------------ | ---- | ------ | ------ | ------ |
| 1     | Italien      | 5    | 6      | 3      | 14     |
| 2     | Rumänien     | 5    | 3      | 2      | 10     |
| 3     | Deutschland  | 4    | 5      | 6      | 15     |
| 4     | Griechenland | 2    | 1      | 2      | 5      |
| 4     | Irland       | 2    | 1      | 2      | 5      |
| 6     | Frankreich   | 2    |        | 2      | 4      |
| 7     | Tschechien   | 1    | 1      |        | 2      |
| 8     | Belgien      | 1    |        |        | 1      |
| 9     | Niederlande  |      | 2      | 1      | 3      |
| 10    | Kroatien     |      | 1      |        | 1      |
| 10    | Portugal     |      | 1      |        | 1      |
| 10    | Belarus      |      | 1      |        | 1      |
| 13    | Russland     |      |        | 2      | 2      |
| 14    | Slowenien    |      |        | 1      | 1      |
| 14    | Spanien      |      |        | 1      | 1      |
| Summe | Summe        | 22   | 22     | 22     | 66     |